# إيفلين وايت
إيفلين وايت (بالإنجليزية: Eve White)‏ هي وكيلة أدبية وممثلة بريطانية، ولدت في القرن العشرين.